# Polímer conductor

La melanina, un polímer conductor.

Els polímers conductors o, més exactament, polímers conductors intrínses (ICP), són polímers orgànics conductors d'electricitat.
El polímer conductor, o metall sintètic, fou descobert el 1974 i des de llavors han despertat gran interès i un ràpid creixement en l'electrònica de termoplàstics. Els plàstics conductors tenen un gran futur en la tecnologia de la informació. La majoria de polímers orgànics produïts són excel·lents aïllants elèctrics. Els polímers conductors, gairebé tots orgànics, presenten enllaços deslocalitzats (amb freqüència en un grup aromàtic), que formen una estructura similar a la del silici. Quan s'aplica una tensió entre les dues bandes augmenta la conductivitat elèctrica, són, doncs, transistors. Gairebé tots els polímers conductors són coneguts semiconductors gràcies a la seva estructura en bandes, encara que alguns es comporten com metalls conductors. La principal diferència entre els polímers conductors i semiconductors inorgànics és la mobilitat dels electrons, fins fa poc, molt menor en els polímers conductors - un buit que la ciència segueix reduint. A més del seu interès fonamental en la química, aquesta investigació ha donat lloc a moltes aplicacions recents, com els díodes emissors de llum, nombroses pantalles de vídeo, les noves marcacions dels productes en els supermercats, el processament de les pel·lícules fotogràfiques, etc.

## Descobriment
En els anys 1970, tres científics dels EUA van demostrar que dopant una pel·lícula de poliacetilé (en aquest cas, oxidant-la amb vapor de iode), la seva conductivitat elèctrica augmentava un miler de vegades, comparable a la dels metalls com el coure i la plata. Les propietats òptiques dels materials també eren modificades, ja que emetien llum.
Pel descobriment i desenvolupament dels polímers conductors, particularment del poliacetilé dopat amb iode, va ser atorgat el Premi Nobel de química l'any 2000 a:
- Alan J. Heeger. EUA, Universitat de Califòrnia, Santa Barbara.
- Alan G. MacDiarmid. EUA i Nova Zelanda, Universitat de Pennsilvània.
- Hideki Shirakawa. Japó, Universitat de Tsukuba, Tòquio.

## Química
Els principals tipus de polímers conductors orgànics són els poliacetilens, els polipirrols, els politiofens, les polianilines i el policlorur de paracresol fenilè (PVPP).

## Dopatge
En els semiconductors a força de silici, alguns àtoms de silici se substitueixen per ions en excés (per exemple de fòsfor) o, si no (de bor) el que s'anomena el tipus N o P .
Els polímers poden ser dopats mitjançant l'addició d'un reactiu químic que oxida (o redueix) el sistema, el que fa transitar els electrons de la banda de valència a la banda de conducció, fent que el sistema sigui més conductor.
Hi ha dos principals mètodes de dopatge dels polímers conductors, ambdós basats en una oxidació-reducció.

### Dopatge químic
El primer mètode, anomenat dopatge químic, presenta el polímer, per exemple, en una pel·lícula de melanina, a un oxidant (de iode o brom) o un reductor (menys freqüent, implica l'ús de metalls alcalins).

### Dopatge electroquímic
El segon mètode, anomenat dopatge electroquímic, utilitza un elèctrode recobert amb un polímer i banyats en una solució electrolítica en la qual el polímer és insoluble. L'aplicació d'un voltatge entre els elèctrodes provoca un moviment de la solució d'ions i electrons que es fixen llavors sobre el polímer tractat, o escapen. Això li dona un excés (el dopatge N) o defecte (dopatge P) als electrons en la banda de conducció de polímer.
Aquest mètode és un dels més eficaços, i el que més s'investiga: el dopatge N, que no pot ocórrer en presència d'oxigen, és més fàcil de fer, ja que pot fer-se un buit en els contenidors amb els mitjans adequats.

### Debilitat del dopatge N
El dopatge N, que consisteix a obtenir un excés d'electrons és molt menys comú que el dopatge P, perquè l'atmosfera de la Terra és rica en oxigen, i, per tant, es presenta com un medi ambient oxidant. Un polímer dopat N reacciona llavors amb l'oxigen de l'aire i perd l'excés d'electrons, tornant-se neutre. Per tant, el dopatge N implica que el polímer s'ha de mantenir en un gas inert (generalment l'argó).
És per això que en aquests moments no hi ha polímer conductor de tipus N en el comerç, la durada és massa curta per a qualsevol ús.

## Combinació
La combinació (o hibridació) d'un polímer conductor afavoreix la fluorescència, cosa que permet el desenvolupament dels transmissors de llum (díode emissor de llum, LED o OLEDs) i sistemes fotovoltaics orgànics.
Han nascut, així, pantalles i sensors extremadament fins (menys d'un centímetre) i molt flexibles.

## Propietats
El principal avantatge dels polímers és la seva facilitat de producció. Els polímers conductors estan fets de senzills plàstics i, per tant, combinen la flexibilitat, la resistència, elasticitat dels elastòmers amb la conductivitat d'un metall o d'un polímer híbrid dopat.

## Física
Aquest augment de la conductivitat és característica d'un sistema transistor, i pot ser simulat per un transistor d'efecte de camp (FET). Aquests polímers són, doncs, FET orgànics o OFET. Té aplicacions per a capes per a circuits electromagnètics, pel·lícules antiestàtiques o aparells d'identificació de radiofreqüències, té baixa solubilitat, baixa rapidesa de resposta, permet un processament ràpid i molt barat, fàcil i barata impressió, no es necessita la instal·lació d'un cambra neta, flexibilitat i elasticitat, possibilitat de fer pel·lícules o cables i baixa densitat.

## Tipus de conducció
Els polímers conductors poden ser:
- Compostos de polímer i un farciment conductor: el polímer no és conductor per si mateix, sinó que el farcit li proporciona aquesta propietat.
- Polímers de conducció intrínseca: el polímer és conductor per si mateix.
- Polielectròlits: el polímer en una solució és capaç de separar en dues parts i conduir electricitat, tal com el NaCl en aigua.
- Semiconductors.

## Aplicacions
En alguns casos, poden emetre llum mitjançant l'aplicació d'una diferència de potencial en una fina capa d'un polímer conductor. Aquest descobriment va permetre el desenvolupament de pantalles ultra planes, com ara pantalles que utilitzen OLED, energia solar o amplificadors òptics.
Sorprenentment, hi ha alguns polímers conductors en el cos d'alguns mamífers, cosa que permetrà la transducció de la llum o el so en un senyal elèctric, per exemple, a la pell, en els ulls, l'oïda o el cervell. La seva conductivitat sembla permetre l'absorció de la llum per la pell. La melanina, que pertany als poliacetilens, té aquestes propietats i segueix sent una de les molècules més prometedores en aquest àmbit.
La flexibilitat, resistència, elasticitat i la facilitat de producció de polímers conductors, l'han convertit en una àrea d'investigació de la nanotecnologia. Igual que els processadors actuals, s'espera utilitzar aquests polímers per crear circuits a nivell molecular.